# Braceface
Braceface (englisch für Zahnspangengesicht) oder Alles klar, Sharon Spitz? ist eine kanadisch-chinesische Zeichentrickserie. 
In Deutschland lief die Serie zunächst auf ProSieben und Fox Kids unter ihrem deutschen Namen. Später war sie bei Nick mit dem kombinierten Titel Braceface – Alles klar, Sharon Spitz? zu sehen.

## Produktion
Die Serie ist eine Koproduktion der Unternehmen Brown Bag Films und Nelvana in Toronto mit dem Studio Jade Animation in Shenzhen (verwaltet durch eine Rundfunkgruppe in Hongkong). In den Jahren 2001 bis 2006 entstanden insgesamt 78 Episoden. Entwickelt wurde Braceface von Melissa Clark. Der ausführende Produzent war Michael Hirsh und Regie führte Charles E. Bastien. 
Die Musik zur Serie wurde von Mike Northcott produziert. Das Titellied entstand in Zusammenarbeit der Komponisten Grayson Matthews und Tom Westin. Gesungen wurde es von Angela Schijf.

## Charaktere
Sharon Spitz
Sharon Spitz ist ein 14-jähriges Mädchen, das eine Zahnspange hat. Durch einen Unfall beim Kieferorthopäden spielt ihre Zahnspange verrückt, so schaltet diese sich schon mal in Handygespräche ein, öffnet das Garagentor und ist manchmal sogar magnetisch. Trotz aller Missgeschicke ist Sharon immer noch liebenswert. Des Weiteren ist sie eine leidenschaftliche Tierliebhaberin und, seit sie schlechte Erfahrungen bei einem Job in einer Fleischfabrik gemacht hat, streng überzeugte Vegetarierin.
Maria Wong
Maria Wong ist Sharons beste Freundin und eine echte Sportskanone. Sie liebt Extremsport und versucht andauernd ihre Freunde zu überreden, mitzumachen, allerdings ohne großen Erfolg. Meistens saust sie dann doch alleine die Snowboardpiste runter, während ihre Freunde sie anfeuern – aus sicherer Entfernung. Sie ist außerdem ein Ass in der Schule, aber definitiv keine Streberin und zu oft war sie schon Sharons Komplizin.
Connor MacKenzie
Connor MacKenzie ist Sharons Nachbar und Freund seit Ewigkeiten. Sie mögen dieselben Dinge: Rumhängen im Café, ins Kino gehen und Yoga. Connor ist allergisch gegen Yoga, wie auch auf zahlreiche andere Dinge. Dank seiner Unbeholfenheit, seiner Allergien und einem Hauch von Hypochondrie genießt Connor den Ruf eines seltsamen Kauzes. Aber seine guten Freunde wissen, dass er mehr ist, als ein „laufender Nieser“. So ist er ein Naturwissenschaftsgenie, glaubt an Aliens und spielt super Karten. Es kümmert ihn wenig, was andere über ihn denken. Außerdem ist er mit Alison, der ehemaligen Freundin von Nina, zusammen.
Alden Jones
Alden Jones ist ein beliebter Junge, der in dieselbe Klasse wie Sharon geht. Die meisten Mädchen verlieben sich in ihn aufgrund seines guten Aussehens und wenn er erfährt, dass ihn ein Mädchen liebt, sagt er jedes Mal: „Mich? Bist du dir sicher?“ Genau wie die anderen Jungs, steht Alden auf Videospiele und Sport. Andererseits ist er auch ein talentierter Hockeyspieler und spielt Gitarre in der Band „Mangled Metal“, zusammen mit seinen Freunden Brock und Carmen. Alden war Sharons erster richtiger Freund, bis die Beziehung endete. Doch noch bis heute sind beide gute Freunde geblieben. In einem Feriencamp fand er seine Liebe zu Sharon wieder.
Brock Leighton
Brock Leighton ist Aldens bester Kumpel und Mitbegründer ihrer Band. Er ist einer von diesen Typen, die immer versuchen die Aufmerksamkeit auf sich zu ziehen. Die meiste Zeit verbringt er damit, an Mädchen zu denken. Er wäre gerne ein echter Frauenschwarm, aber so richtig täuschen kann er keinen – vor allem nicht Maria, in die er schon seit langem verknallt ist und mit der er später zusammenkommt. Brook ist nicht so selbstbewusst, wie er vielleicht scheint und ist manchmal etwas neidisch auf Aldens Wirkung bei den Mädchen. Lernt man ihn aber erst mal richtig kennen, entdeckt man schnell, dass er eigentlich ein netter Kerl ist.
Er hat sich ein Tattoo in Form eines „B“s stechen lassen, welches aber eher wie eine 13 aussieht.
Nina Harper
Nina Harper hat ein Auge auf Alden geworfen und ist Sharons Erzrivalin. Als beide klein waren, waren sie noch beste Freundinnen, bis jemand Ninas ganzen Puppen den Kopf abschnitt. Nina beschuldigte Sharon deswegen und war ihr immer noch böse, obwohl, wie sie später erfuhr, nicht Sharon, sondern ihre hochnäsige Cousine daran schuld war. Nina gibt sich von außen sehr arrogant und zickig, hat aber einen freundlichen Kern, der sehr selten zum Vorschein kommt.
Helen Spitz
Helen Spitz ist Sharons, Adams und Joshs Mutter. Sie ist von ihrem Mann geschieden und hat für ihre Kinder das Sorgerecht. Sie ist immer bemüht ihre Kinder zu behüten, wobei sie oft etwas zu weit geht. Von Beruf ist sie Psychologin, was das Ganze für Sharon nicht einfacher macht.

## Synchronsprecher
| Rolle                                             | Englischer Sprecher                                        | Deutscher Sprecher                                  |
| ------------------------------------------------- | ---------------------------------------------------------- | --------------------------------------------------- |
| Sharon Spitz                                      | Alicia Silverstone (Staffel 1–2) Stacey DePass (Staffel 3) | Ilona Brokowski                                     |
| Maria Wong                                        | Marnie McPhail                                             | Maria Koschny                                       |
| Nina Harper                                       | Katie Griffin                                              | Giuliana Jakobeit                                   |
| Adam Spitz                                        | Dan Petronijevic                                           | Frank Schröder                                      |
| Josh Spitz                                        | Michael Cera                                               | Ricardo Richter Robert Schmalz (Folge 53)           |
| Brock Leighton (In der 1. Staffel: Buck Leighton) | Daniel DeSanto                                             | Nico Sablik (Staffel 1) Tobias Müller (Staffel 2–3) |
| Alden Jones                                       | Vince Corazza                                              | Fritz Vogt                                          |
| Conner Mackenzie                                  | Peter Oldring                                              | Jesco Wirthgen                                      |
| Alyson Malitski                                   | Emily Hampshire                                            | Diana Borgwardt                                     |